# Thomas William Robertson
Thomas William Robertson (Newark-on-Trent, 9 gennaio 1829 – 3 febbraio 1871) è stato un drammaturgo, regista teatrale e scrittore irlandese.
Innovativo nel campo della regia teatrale, noto per una serie di lavori realistici e naturalistici prodotti a Londra nel tardo 1860.

## Biografia
Nato a Newark-on-Trent nel Nottinghamshire, figlio di un attore di provincia e manager, Tom Robertson apparteneva a una famiglia famosa per la generazione di attori che aveva prodotto. L'attrice Margaret (Madge) Robertson era la sua sorella più giovane. Egli non fu mai un attore di successo, ma scrisse un certo numero di lavori popolari, per lo più commedie, che ottennero una certa popolarità.

### Le sue produzioni
Robertson produsse una commedia farsesca, A Night's Adventure all'Olympic Theatre nel 1851, ma non ebbe successo, ed egli rimase per molti anni in provincia facendo l'attore e scrivendo per alcuni giornali. Nel 1860, si trasferì a Londra e fece l'editore scrivendo anche un romanzo successivamente riscritto per il teatro con il titolo Shadow Tree Shaft. Egli scrisse anche una farsa dal nome A Cantab, che venne rappresentata allo Strand Theatre nel 1861. Questo lo portò ad ottenere una certa reputazione fra la cricca di scrittori bohemian che scrivevano sulla rivista Fun: (W. S. Gilbert, Tom Hood, Clement Scott e F. C. Burnand), ma con così poco profitto che decise di abbandonare la professione per diventare tabaccaio. Alla fine nel 1864, egli ebbe il suo primo successo come scrittore teatrale con David Garrick, prodotto al Haymarket Theatre con Edward Sothern nel ruolo di protagonista. Robertson scrisse anche il libretto dell'opera comica Constance, con le musiche di Frederic Clay.
Robertson ottenne la fama nel 1865 con la produzione, sotto la direzione di Bancrofts al Prince of Wales Theatre, della sua commedia Society.

### Innovazioni in realismo e regia
I lavori di Robertson erano noti per il loro realismo, trattando soggetti tratti dalla vita contemporanea britannica, in confronto alla produzione melodrammatica del teatro vittoriano. Per esempio, in precedenza, lo scenografo metteva sul palcoscenico un numero di sedie pari al numero degli attori che dovevano sedersi, Robertson prese ad inserire un numero di sedie tale da essere adeguato alla scena rappresentata anche se alcune di esse rimanevano vuote. Alcuni critici dissero che non c'era nulla nei drammi di Robertson, ma che parlava per luoghi comuni nella rappresentazione della vita del tempo, ma molti ammirarono lo stile nuovo nella scrittura e nella recitazione degli attori. George Bernard Shaw disse dell'opera Caste di Robertson, che era "un lavoro epocale", riferendosi alle innovazioni apportate da Robertson, come una "rivoluzione teatrale". Si discute se effettivamente Robertson fu l'artefice di dette innovazioni, ma la sua opera Society e le successive furono certamente considerate come qualcosa di nuovo e, in qualche modo, rivoluzionario. Il produttore Bancrofts diede a Robertson un'inusuale libertà artistica sulla scrittura dei libretti e nella regia dei lavori. Prima di Robertson, gli attori protagonisti di grande fama, generalmente avevano il controllo dei testi che dovevano recitare. Robertson insistette nell'avere il controllo sui suoi testi e richiese che gli attori seguissero le sue indicazioni, un concetto veramente innovativo a quell'epoca. Robertson diresse i suoi stessi lavori con l'intento di distaccarsi completamente dalla tradizione melodrammatica allora imperante. W. S. Gilbert imparò dal vecchio Robertson l'uso della progettazione e della direzione degli attori. Tom Robertson fu anche il primo a richiedere un compenso per la sua regia, per ogni replica dei suoi lavori, mettendo le basi per il sistema attuale dei diritti d'autore.

## Film tratti dalle opere di Robertson
Alcune delle opere di Robertson ebbero più di una versione cinematografica, soprattutto nei primi decenni del Novecento. 
- David Garrick, regia di Percy Nash (1912)
- The Fugitive, regia di Charles H. France - cortometraggio (1913)
- Caste, regia di C.J. Williams (1913) (con il nome Tom W. Robertson)
- David Garrick, regia di Leedham Bantock (1913) (lavoro teatrale)
- David Garrick, regia di Hay Plumb (1913) (lavoro teatrale)
- David Garrick (1914) (romanzo)
- Castle di Laurence Trimble (1915) (lavoro teatrale)
- David Garrick, regia di Frank Lloyd (1916) (lavoro teatrale)
- The Temptress, regia di George Edwardes-Hall (1920) (con il nome Tom Robertson)
- David Garrick  (1922) (lavoro teatrale)
- Caste, regia di Campbell Gullan (1930) (romanzo)
- Caste (1954) (TV) (romanzo)
- "The Victorians" (Stagione 1,  episodio 3, 1963) - Society (1963) Episodio TV (lavoro teatrale "Society") di Graeme MacDonald